# معركة بحيرات ماسوريان الثانية
معركة بحيرات ماسوريان الثانية ، والمعروفة أيضًا باسم المعركة الشتوية لبحيرات ماسوريان ، (بالإنجليزية: Second Battle of the Masurian Lakes) الجزء الشمالي من هجوم القوى المركزية على الجبهة الشرقية في شتاء عام 1915. كان الهدف من الهجوم هو التقدم وراء نهر فيستولا وربما إخراج روسيا من الحرب.

## البداية
خططت القوى المركزية لأربع هجمات على جبهتها الشرقية في أوائل عام 1915. كان الألمان بقيادة بول فون هيندنبورغ يهاجمون شرقًا من خطهم الأمامي في غرب بولندا ، التي احتلت بعد معركة لودز في عام 1914 ، باتجاه نهر فيستولا وأيضًا في شرق بروسيا بالقرب من بحيرات ماسوريان(الموقع معركة بحيرات ماسوريان عام 1914). كان المجريون النمساويون يخرجون من ممرات جبل الكاربات لمهاجمة الروس بالقيادة نحو ليمبيرج.
كالفاريا ، والاندفاع الجنوبي من سبيردينغ-سي بالقرب من بيالا إلى رايغرود ثم إلى أوغوستوف . كان من المقرر أن يبقى الروس في مواقعهم بهجوم أمامي ، وإذا نجح ذلك ، فقد خطط لودندورف لمزيد من الهجمات على أوسويك وغرودنو . 
كان من المقرر أن يتم الدفع الشمالي الألماني من قبل الجيش العاشر الذي تم تشكيله حديثًا ، تحت قيادة إيشهورن ، مع الفيلق الحادي والعشرين ، والفيلق الاحتياطي التاسع والثلاثون ، والفيلق الاحتياطي الثامن والثلاثون المنتشرون من نهر نيمن إلى إنستربورج . تم الاحتفاظ بتشكيلات (لاندواير Landwehr) في المحمية. كان من المقرر أن يتم الدفع الجنوبي الألماني من قبل جيش الثامن ، مع انتشار فيلق احتياطي XL غرب يوهانسبورغ ، وفيلق XX في أورتيلسبورغ . يتألف الجيش الروسي العاشر من الفيلق الثالث ، والفيلق السيبيري الثالث ، بينما كان الفيلق XX والفيلق السادس والعشرون متمركزين. 

## المعركة
اعتقد رئيس الأركان الألماني إريك فون فالكنهاين بقوة أن الحرب ستنتصر على الجبهة الغربية . ومع ذلك ، أرسل أربعة فيالق عسكرية إضافية إلى باول فون هيندنبورغ ، قائد الجبهة الشرقية.  بحلول فبراير 1915 ، كان ستة وثلاثون بالمائة من الجيش الميداني الألماني في الشرق. 
هاجم الجيش الألماني التاسع من سيليزيا إلى بولندا في نهاية شهر يناير. أطلقوا الغاز المسيل للدموع ، الذي أوقف هجومهم بالرد على المهاجمين. شن الروس هجومًا مضادًا بأحد عشر فرقة تحت قيادة فيلق واحد ، وفقدوا 40 ألف رجل في ثلاثة أيام.  في شرق بروسيا ، تم صد الكثير من التوغلات الروسية بواسطة خطوط الخنادق الممتدة بين بحيرات ماسوريان. احتجزهم الجيش الألماني الثامن بقيادة الجنرال أوتو فون . تم تعزيز الجيش الثامن من قبل بعض الفيلق الواصل حديثًا ، بينما أصبح الباقي الجيش الألماني العاشر ، بقيادة العقيد الجنرال هرمان فون آيكهورن ، والذي تم تشكيله على اليسار الألماني. كان من المفترض أن يكون الجيش العاشر جناحًا واحدًا من كماشة تهدف إلى محاصرة خصومهم: الجيش العاشر للجنرال سيفيرز الروسي. كان الجيش الروسي الثاني عشر الجديد بقيادة الجنرال بافيل بليهف يتجمع في بولندا ما يقرب من 100 كيلومتر (62 ميل) إلى الجنوب الغربي. 
حذر سيفرز قائد الجبهة الشمالية الغربية ، الجنرال نيكولاي روزسكي ، من أنه من المحتمل أن يتعرضوا للهجوم ، لكن تم تجاهله. في 7 فبراير ، على الرغم من عاصفة ثلجية كثيفة ، شن الجناح الأيسر لجيش الثامن هجومًا مفاجئًا على سيفرز ، التي كانت خنادقها ضحلة وغير متصلة بأسلاك شائكة قليلة أو معدومة لأن الشحنات الأولى لم تصل حتى ديسمبر1914.  في اليوم التالي ، تقدم الجيش الألماني العاشر أيضًا إلى الأمام. أدى الثلج ، إلى إبطاء تقدم الألمان على الطرق في اليومين الأولين ، على الرغم من هذه العقبات الهائلة ، تقدمت الكماشة الألمانية 120 كيلومتر (75 ميل) في غضون أسبوع ، مما أدى إلى خسائر فادحة في صفوف الروس. 
أمر سيفرز فيلق إيفجيني رادكيفيتش الثالث السيبيري بالانسحاب إلى إيلك ، ليشكل خطًا دفاعيًا جديدًا مع الفيلق السادس والعشرين. انسحب الفيلق الثالث لـ نيكولاي إيبانشين ، إلى كاوناس وأليتس.
فيلق بافيل بولجاكوف الفيلق العشرون (الإمبراطورية الروسية) (XX) واجه الألماني الحادي والعشرون والفيلق الاحتياطي التاسع والثلاثون على جناحه الشمالي.
تساقطت ثلوج كثيفة في 11 فبراير حيث انخفضت درجات الحرارة إلى -15 درجة مئوية. في 12 فبراير ، استولى فيلق الاحتياط التاسع والثلاثون التابع لأوتو فون لونشتاين على إيدتكونين وفيرباليس . في 14 فبراير ، قام الفيلق الحادي والعشرون التابع للجيش الألماني العاشر ، تحت قيادة فريتز فون ، بقطع الطريق الذي يربط أوغوستوو بجني ، كانت الفيالق الروسية السادس والعشرون والثالث والعشرون والسيبيريا في خطر الآن بعد التطويق. ومع ذلك ، في 15 فبراير ، تغير الطقس إلى مطر ، وذوبان الجليد ، مما حول الطرق إلى طين يصل إلى الركبة. في 16 فبراير ، وصل الألمان إلى أوغوستوو ، واستولى الفيلق الثامن والثلاثون التابع لجورج فون دير مارويتز على سووالكي . كان جيش إيشهورن العاشر في شمال أوغوستو ، بينما كان الجيش الثامن في الغرب. تم أمر فيلق كارل ليتزمان الاحتياطي XL على قناة أوغوستوو في 17 فبراير ، تخلى الفيلق السيبيري الثالث عن مواقعه الدفاعية ، بينما حاول فيلق بولجاكوف XX ، التراجع إلى الشرق، غير مدرك لمواقع فيلق XX ، أمر رادكيفيتش ما تبقى من فيلقه السادس والعشرون أن يشق طريقه على الطريق من أوغوستوو نحو ليبسك ثم إلى غرودنو ، بينما انسحب الفيلق السيبيري الثالث إلى الجنوب فوق بوبر . بحلول 19 فبراير ، تم تطويق الفيلق XX الروسي ، وتم القبض على بولجاكوف في 21 فبراير. 
قدم الموقف البطولي للفيلق العشرين الروسي الوقت اللازم لبقية الجيش الروسي العاشر لتشكيل موقع دفاعي جديد. في 22 فبراير ، في اليوم التالي لاستسلام الفيلق العشرين ، شن جيش بليهفي الروسي الثاني عشر هجومًا مضادًا ، مما أدى إلى إيقاف التقدم الألماني ووضع حد للمعركة. يعطي أحد المصادر خسائر روسية بلغت 92000 أسير و 300 بندقية ،  بينما أعطى مصدر آخر 56000 رجل و 185 بندقية.  فقد الألمان 7500 رجل و 14 بندقية.  حاصر الألمان القلعة الروسية في أوسويك ، لكنهم لم يتمكنوا من الاستيلاء عليها. 

## الحصيلة
أعطت معركة بحيرات ماسوريان الثانية للألمان موطئ قدم في روسيا ؛ ومع ذلك ، منع الروس المزيد من التقدم. في الأسابيع التالية ، طرد الألمان الروس من معسكراتهم في شرق بروسيا. 
بالنسبة لهيندنبورغ ولودندورف ، كانت المعركة الثانية لبحيرات ماسوريان - المعروفة في ألمانيا باسم معركة ماسوريا الشتوية - بلا شك نصرًا ، لكنها لم تحقق ما كان مقصودًا. نجا الكثير من جيش سيفرز العاشر من المحاولات الألمانية لتطويق منافستها تانينبرغ ، وإن كان ذلك بخسائر فادحة ". صرح يوري دانيلوف ، قائد روسي ، أن "هجوم الجيشين الثامن والعاشر الألماني في فبراير 1915 كان بالتأكيد نجاحًا كبيرًا لأعدائنا. أُجبر جيشنا العاشر على الانسحاب من إقليم شرق بروسيا ، هذه المرة بشكل دائم، لكن عانينا من خسائر فادحة للغاية في الرجال والعتاد العسكري ، بالإضافة إلى تعرضنا لضربة كبيرة لمكانتنا في شرق بروسيا للمرة الثالثة. خطتنا لتأمين هذه المقاطعة من أجل إرساء جناحنا الأيمن والتقدم إلى أسفل فيستولا أصبحت مستحيلة بسبب النصر التكتيكي الألماني. " 

## أنظر أيضا
- معركة بحيرات ماسوريان الأولى